# Атлетика на Летњим олимпијским играма 2012.
Атлетска такмичења на 30. Летњим олимпијским играма у Лондону 2012. година одржана су последњих 10 дана игара од 3. до 12. августа на Олимпијском стадиону. Такмичења у маратону и брзом ходању одржала су се по улицама централног Лондона. Старт и циљ ових такмичења налазио се у улици Мол у близини Бакингемске палате у централном Лондону. Стаза је била кружна.
На атлетским такмичењима учествовао је 2.231 спортиста (1.160 мушкараца и 1.071 жена) из 201 земље.
Најмлађи учесник на атлетским такмичењима била је представница Андоре Кристина Љовера са 15 година и 307 дана која се такмичила у трци на 100 м, а најстарији бацач диска из Украјине Александар Дрихол са 46 година и 101 дан.
Медаље су освајале 42 земље, међу којима су биле четири којима су то биле прве медаљу у њиховој олимпијској историји: Боцвана, Бахреин, Гренада и Гватемала. Највише успеха имали су атлетичари САД који су освојили 29 медаља (9 златних, 13 сребних и 7 бронзаних). Друга је била Русија са 18 медаља (8+5+5). У мушкој конкуренцији је прва била екипа САД са 15. медаља (3+9+3), а у женској Русија са 16 медаља (6+5+5)
Постигнута су 4 светска и 10 олимпијских рекорда.

### Квалификационе норме за учешће на ЛОИ 2012.
На основу следећих критеријума је одређен пласман за атлетска такмичења на Летњим олимпијским играма 2012. Сваки Национални олимпијски комитет (НОК) може послати максимално тројицу атлетичара по дисциплини ако су сви исунили прописану А норму или 1 спортисту са испуњеном Б нормом. У дисциплинама штафетног трчања НОК може послати само једну штафету у свакој дисциплини, ако је испунила норму. Националним олимпијским комитетима ако немају ниједног спортисту, који је испунио Б норму, могу послати једног спортисту, без обзира на постигнути резултат.
Квалификационо време за испуњене норми је различито за разне дисциплине, а прописао га је као и норме ИААФ. Квалификациони период за маратон, брзо ходање и вишебоје (дестобој и седмобој) је од 1. јануара 2011. до 8. јула 2012, за све остале појединачне дисциплине је то 1. маја, 2011— 8. јула 2012. Квалификације за штафете је између 1. јануара 2011, до 2. јула, 2012.
| Дисциплна        | Мушкарци          | Мушкарци          | Жене              | Жене              |
| Дисциплна        | А норма           | Б норма           | А норма           | Б норма           |
| ---------------- | ----------------- | ----------------- | ----------------- | ----------------- |
| 100 м            | 10,18             | 10,24             | 11,29             | 11,38             |
| 200 м            | 20,55             | 20,65             | 23,10             | 23,30             |
| 400 м            | 45,25             | 45,70             | 51,50             | 52,30             |
| 800 м            | 1:45,60           | 1:46:30           | 1:59,90           | 2:01,30           |
| 1.500 м          | 3:35,50           | 3:38,00           | 4:06:00           | 4:08:90           |
| 5.000 м          | 13:20:00          | 13:27:00          | 15:15:00          | 15:25:00          |
| 10.000 м         | 27:45,00          | 28:05,00          | 31:45,00          | 32:10:00          |
| Маратон          | 2:15:00           | 2:18:00           | 2:37:00           | 2:43:00           |
| 100 м препоне    | -                 | -                 | 12,96             | 13,15             |
| 110 м препонеs   | 13,52             | 13,60             | -                 | -                 |
| 400 м препоне    | 49,50             | 49:80             | 55:40             | 56:55             |
| 3.000 м препреке | 8:23:10           | 8:32,00           | 9:43,00           | 9:48,00           |
| 4 x 100 м        | 16 најбољих екипа | 16 најбољих екипа | 16 најбољих екипа | 16 најбољих екипа |
| 4 x 400 м        | 16 најбољих екипа | 16 најбољих екипа | 16 најбољих екипа | 16 најбољих екипа |
| 20 км            | 1:22:30           | 1:24:30           | 1:33:30           | 1:38:00           |
| 50 км            | 3:59:00           | 4:09,00           | -                 | -                 |
| Скок удаљ        | 8,20              | 8,10              | 6,75              | 6,65              |
| Троскок          | 17,20             | 16,85             | 14,30             | 14,10             |
| Скок увис        | 2,31              | 2,28              | 1,95              | 1,92              |
| Скок мотком      | 5,72              | 5,60              | 4,50              | 4,40              |
| Бацање кугле     | 20,50             | 20,00             | 18,35             | 17,30             |
| Бацање диска     | 65,00             | 63,00             | 62,00             | 59,50             |
| Бацање кладива   | 78,00             | 74,00             | 71,50             | 69,00             |
| Бацање копља     | 82,00             | 79,50             | 61,00             | 59,00             |
| Седмобој         | -                 | -                 | 6.150 бод         | 5.950 бод         |
| Десетобој        | 8.200 бод         | 7.950 бод         | -                 | -                 |

## Земље учеснице
На атлетским такмичењима учествовао је 2.231 спортиста (1.160 мушкараца и 1.071 жена) из 201 земље.
| - Авганистан (2) - Албанија (2) - Алжир (6) - Америчка Самоа (1) - Америчка Девичанска Острва (2) - Андора (2) - Ангола (2) - Антигва и Барбуда (3) - Аргентина (9) - Аустралија(52) - Аустрија (7) - Азербејџан (3) - Бангладеш (1) - Барбадос (4) - Бахаме (25) - Брунеј (9) - Белгија (16) - Белизе (2) - Белорусија (50) - Бенин (2) - Бермуди (2) - Боливија (2) - Босна и Херцеговина (2) - Боцвана (3) - Бразил (36) - Британска Девичанска Острва (2) - Брунеј (3) - Бугарска (8) - Буркина Фасо (2) - Бурунди (3) - Вануату (2) - Уједињено Краљевство (77) - Венецуела (13) - Вијетнам (2) - Габон (2) - Гамбија (2) - Гана (3) - Гвајана (3) - Гватемала (6) - Гвинеја (2) - Гвинеја Бисао (2 - Гренада (8) - Грузија (4) - Грчка (25) - Гвам (2) - Данска (6) - Демократска Република Конго (2) - Доминика (2) - Доминиканска Република (11) - Египат (7) - Еквадор (13) - Екваторијална Гвинеја (2) - Салвадор (2) - Еритреја (11) - Естонија (11) - Етиопија (33) - Замбија (3) - Зеленортска Острва (2) - Зимбабве (3) - Израел (3) - Индија (14) - Индонезија (2) - Ирак (2) - Иран (10) - Ирска (23) - Исланд (3) - Источни Тимор (2) | - Италија (38) - Јамајка (47) - Јапан (46) - Јемен (2) - Јерменија (4) - Јордан (2) - Јужна Кореја (17) - Јужноафричка Република (20) - Казахстан (25) - Кајманска Острва (3) - Камбоџа (2) - Камерун (2) - Канада (45) - Катар (6) - Кенија (45) - Кина (54) - Кинески Тајпеј (6) - Кипар (4) - Киргистан (2) - Кирибати (2) - Колумбија (32) - Комори (2) - Конго (2) - Костарика (4) - Кукова Острва (2) - Куба (47) - Кувајт (3) - Лаос (2) - Летонија (23) - Лесото (3 - Либан (2) - Либерија (3) - Либија (2) - Литванија (20) - Лихтенштајн (1) - Мадагаскар (2) - Мађарска (18) - Република Македонија (2) - Малави (2) - Малдиви (2) - Малезија (2) - Мали (2) - Малта (2) - Мароко (24) - Маршалска Острва (2) - Мауританија (2) - Маурицијус (21) - Мексико (19) - Савезне Државе Микронезије (2) - Мјанмар (2) - Мозамбик (2) - Молдавија (10) - Монако (1) - Монголија (2) - Намибија (3) - Независни учесници (2) - Немачка (77) - Непал (2) - Нигер (2) - Нигерија (25) - Никарагва (2) - Нови Зеланд (8) - Норвешка (14) - Обала Слоноваче (4) - Оман (3) - Пакистан (2) - Палау (2) | - Палестина (2) - Панама (3) - Папуа Нова Гвинеја (2) - Парагвај (2) - Перу (5) - Пољска (60) - Порторико (10) - Португалија (27) - Руанда (3) - Румунија (17) - Русија (104) - Самоа (1) - Сан Марино (1) - Света Луција (2) - Свазиленд (2) - Сент Винсент и Гренадини (2) - Северна Кореја (5) - Сент Китс и Невис (7) - Сао Томе и Принсипе (2) - Саудијска Арабија (11) - Сејшели (2) - Сенегал (6) - Сједињене Америчке Државе (124) - Сијера Леоне (2) - Словачка (11) - Словенија (12) - Сингапур (2) - Сирија (2) - Соломонова Острва (2) - Сомалија (2) - Србија (14) - Судан (4) - Суринам (2) - Тајланд (2) - Танзанија (4) - Таџикистан (2) - Того (2) - Тонга (2) - Тринидад и Тобаго (26) - Тувалу (2) - Тунис (5) - Туркмeнистан (2) - Турска (33) - Уганда (12) - Узбекистан (13) - Уједињени Арапски Емирати (2) - Украјина (78) - Уругвај (2) - Филипини (2) - Финска (18) - Фиџи (2) - Француска (53) - Хаити (4) - Холандија (22 - Хонгконг (6) - Хондурас (2) - Хрватска (9) - Централноафричка Република (2) - Црна Гора (2) - Чад (2) - Чешка (31) - Чиле (8) - Џибути (3) - Швајцарска (14) - Шведска (9) - Шпанија (50) - Шри Ланка (2) |

## Распоред такмичења
Место одржавања такмичења је Олимпијски стадион, осим ако није другачије назначено. Сва времена су UTC и могу се променити. Финална такмичења су болдована.
| Дан     | Датум                     | Старт | Финиш | Дисциплина                | Ниво                                     |
| ------- | ------------------------- | ----- | ----- | ------------------------- | ---------------------------------------- |
| Дан 1   | Петак, 3. август 2012.    | 10:00 | 13:45 | 400 м препоне М           | 1. круг                                  |
| Дан 1   | Петак, 3. август 2012.    | 10:00 | 13:45 | 3.000 м препреке М        | 1. круг                                  |
| Дан 1   | Петак, 3. август 2012.    | 10:00 | 13:45 | Бацање кладива М          | Квалификације                            |
| Дан 1   | Петак, 3. август 2012.    | 10:00 | 13:45 | Бацање кугле М            | Квалификације                            |
| Дан 1   | Петак, 3. август 2012.    | 10:00 | 13:45 | 100 м Ж                   | квакификационе групе                     |
| Дан 1   | Петак, 3. август 2012.    | 10:00 | 13:45 | 400 м Ж                   | 1. круг                                  |
| Дан 1   | Петак, 3. август 2012.    | 10:00 | 13:45 | Троскок Ж                 | Квалификације                            |
| Дан 1   | Петак, 3. август 2012.    | 10:00 | 13:45 | Седмобој                  | 100 м препоне, скок увис                 |
| Дан 1   | Петак, 3. август 2012.    | 19:00 | 21:55 | 1.500 м                   | 1. група                                 |
| Дан 1   | Петак, 3. август 2012.    | 19:00 | 21:55 | Скок удаљ М               | Квалификације                            |
| Дан 1   | Петак, 3. август 2012.    | 19:00 | 21:55 | Бацање кугле М            | Финале                                   |
| Дан 1   | Петак, 3. август 2012.    | 19:00 | 21:55 | 100 м Ж                   | 1 круг                                   |
| Дан 1   | Петак, 3. август 2012.    | 19:00 | 21:55 | 10.000 м Ж                | Финале                                   |
| Дан 1   | Петак, 3. август 2012.    | 19:00 | 21:55 | Бацање диска              | Квалификације                            |
| Дан 1   | Петак, 3. август 2012.    | 19:00 | 21:55 | Седмобој                  | кугла, 200 м                             |
| 2. дан  | Субота, 4. август 2012    | 10:00 | 13:45 | 100 м М                   | квалигикационе групе, 1. круг            |
| 2. дан  | Субота, 4. август 2012    | 10:00 | 13:45 | 400 м М                   | 1. круг                                  |
| 2. дан  | Субота, 4. август 2012    | 10:00 | 13:45 | 3.000 м препреке Ж        | 1 круг                                   |
| 2. дан  | Субота, 4. август 2012    | 10:00 | 13:45 | Скок морком Ж             | Квалификације                            |
| 2. дан  | Субота, 4. август 2012    | 10:00 | 13:45 | Седмобој                  | скок удаљ, копље                         |
| 2. дан  | Субота, 4. август 2012    | 17:00 | 18:30 | 20 км ходање М (The Mall) | 20 км ходање М (The Mall)                |
| 2. дан  | Субота, 4. август 2012    | 19:00 | 21:55 | 400 м препоне М           | Полуфинале                               |
| 2. дан  | Субота, 4. август 2012    | 19:00 | 21:55 | 10.000 м М                | Финале                                   |
| 2. дан  | Субота, 4. август 2012    | 19:00 | 21:55 | Скок удаљ М               | Финале                                   |
| 2. дан  | Субота, 4. август 2012    | 19:00 | 21:55 | Бацање кугле М            | Проглашење победника                     |
| 2. дан  | Субота, 4. август 2012    | 19:00 | 21:55 | 20 км ходање М            | Проглашење победника                     |
| 2. дан  | Субота, 4. август 2012    | 19:00 | 21:55 | 100 м Ж                   | Полуфинале, Финале                       |
| 2. дан  | Субота, 4. август 2012    | 19:00 | 21:55 | 400 м Ж                   | Полуфинале                               |
| 2. дан  | Субота, 4. август 2012    | 19:00 | 21:55 | 10.000 м                  | Проглашење победника                     |
| 2. дан  | Субота, 4. август 2012    | 19:00 | 21:55 | Бацање диска М            | Финале, Проглашење победника             |
| 2. дан  | Субота, 4. август 2012    | 19:00 | 21:55 | Седмобој                  | 800 м, Проглашење победника              |
| 3. дан  | Недеља, 5. август 2012    | 11:00 | 14:00 | Маратон Ж (The Mall)      | Маратон Ж (The Mall)                     |
| 3. дан  | Недеља, 5. август 2012    | 18:50 | 21:55 | 100 м М                   | Полуфинале, Финале                       |
| 3. дан  | Недеља, 5. август 2012    | 18:50 | 21:55 | 400 м М                   | Полуфинале                               |
| 3. дан  | Недеља, 5. август 2012    | 18:50 | 21:55 | 1.500 м                   | Полуфинале                               |
| 3. дан  | Недеља, 5. август 2012    | 18:50 | 21:55 | 3.000 препреке М          | Финале                                   |
| 3. дан  | Недеља, 5. август 2012    | 18:50 | 21:55 | 10.000 м М                | Проглашење победника                     |
| 3. дан  | Недеља, 5. август 2012    | 18:50 | 21:55 | Скок увис М               | Квалификације                            |
| 3. дан  | Недеља, 5. август 2012    | 18:50 | 21:55 | Скок удаљ М               | Проглашење победника                     |
| 3. дан  | Недеља, 5. август 2012    | 18:50 | 21:55 | Бацање кладива М          | Финале                                   |
| 3. дан  | Недеља, 5. август 2012    | 18:50 | 21:55 | 100 м Ж                   | Проглашење победника                     |
| 3. дан  | Недеља, 5. август 2012    | 18:50 | 21:55 | 400 м Ж                   | Финале, Проглашење победника             |
| 3. дан  | Недеља, 5. август 2012    | 18:50 | 21:55 | 400 м препоне Ж           | 1 круг                                   |
| 3. дан  | Недеља, 5. август 2012    | 18:50 | 21:55 | Троскок Ж                 | Финале, Проглашење победника             |
| 3. дан  | Недеља, 5. август 2012    | 18:50 | 21:55 | Маратон Ж                 | Проглашење победника                     |
| 4. дан  | Понедељак, 6. август 2012 | 10:00 | 12:20 | 800 м М                   | 1 круг                                   |
| 4. дан  | Понедељак, 6. август 2012 | 10:00 | 12:20 | Бацање диска М            | Квалификације                            |
| 4. дан  | Понедељак, 6. август 2012 | 10:00 | 12:20 | 100 м препоне Ж           | 1 круг                                   |
| 4. дан  | Понедељак, 6. август 2012 | 10:00 | 12:20 | 1.500 м Ж                 | 1 круг                                   |
| 4. дан  | Понедељак, 6. август 2012 | 10:00 | 12:20 | Бацање кугле Ж            | Квалификације                            |
| 4. дан  | Понедељак, 6. август 2012 | 18:50 | 21:40 | 100 м М                   | Проглашење победника                     |
| 4. дан  | Понедељак, 6. август 2012 | 18:50 | 21:40 | 400 м М                   | Финале                                   |
| 4. дан  | Понедељак, 6. август 2012 | 18:50 | 21:40 | 400 м препоне М           | Финале, Проглашење победника             |
| 4. дан  | Понедељак, 6. август 2012 | 18:50 | 21:40 | 3.000 м препреке М        | Проглашење победника                     |
| 4. дан  | Понедељак, 6. август 2012 | 18:50 | 21:40 | Бацање диска М            | Проглашење победника                     |
| 4. дан  | Понедељак, 6. август 2012 | 18:50 | 21:40 | 200 м Ж                   | 1 круг                                   |
| 4. дан  | Понедељак, 6. август 2012 | 18:50 | 21:40 | 400 м препреке Ж          | Полуфинале                               |
| 4. дан  | Понедељак, 6. август 2012 | 18:50 | 21:40 | 3.000 м препреке Ж        | Финале                                   |
| 4. дан  | Понедељак, 6. август 2012 | 18:50 | 21:40 | Скок мотком Ж             | Финале                                   |
| 4. дан  | Понедељак, 6. август 2012 | 18:50 | 21:40 | Бацање кугле Ж            | Финале, Проглашење победника             |
| 5. дан  | Уторак, 7. август 2012    | 10:00 | 12:35 | 110 м препоне М           | 1 круг                                   |
| 5. дан  | Уторак, 7. август 2012    | 10:00 | 12:35 | 200 м М                   | 1 круг                                   |
| 5. дан  | Уторак, 7. август 2012    | 10:00 | 12:35 | Троскок М                 | Квалификације                            |
| 5. дан  | Уторак, 7. август 2012    | 10:00 | 12:35 | 5.000 м Ж                 | 1 круг                                   |
| 5. дан  | Уторак, 7. август 2012    | 10:00 | 12:35 | Бацање копља Ж            | Квалификације                            |
| 5. дан  | Уторак, 7. август 2012    | 18:50 | 21:20 | 400 м М                   | Проглашење победника                     |
| 5. дан  | Уторак, 7. август 2012    | 18:50 | 21:20 | 800 м М                   | Полуфинале                               |
| 5. дан  | Уторак, 7. август 2012    | 18:50 | 21:20 | 1.500 м М                 | Финале                                   |
| 5. дан  | Уторак, 7. август 2012    | 18:50 | 21:20 | Скок увис М               | Финале                                   |
| 5. дан  | Уторак, 7. август 2012    | 18:50 | 21:20 | Диск М                    | Финале                                   |
| 5. дан  | Уторак, 7. август 2012    | 18:50 | 21:20 | 100 м препоне Ж           | Полуфинале, Финале                       |
| 5. дан  | Уторак, 7. август 2012    | 18:50 | 21:20 | 200 м Ж                   | Полуфинале                               |
| 5. дан  | Уторак, 7. август 2012    | 18:50 | 21:20 | 3.000 м препреке Ж        | Проглашење победника                     |
| 5. дан  | Уторак, 7. август 2012    | 18:50 | 21:20 | Скок удаљ Ж               | Квалификације                            |
| 5. дан  | Уторак, 7. август 2012    | 18:50 | 21:20 | Скок мотком Ж             | Проглашење победника                     |
| 6. дан  | Среда, 8. август 2012     | 10:00 | 13:40 | 5.000 м М                 | 1 круг                                   |
| 6. дан  | Среда, 8. август 2012     | 10:00 | 13:40 | Скок мотком М             | Квалификације                            |
| 6. дан  | Среда, 8. август 2012     | 10:00 | 13:40 | Десетобој                 | 100 м, скок удаљ, бацање кугле           |
| 6. дан  | Среда, 8. август 2012     | 10:00 | 13:40 | 800 м Ж                   | 1. круг                                  |
| 6. дан  | Среда, 8. август 2012     | 10:00 | 13:40 | Бацање кладива Ж          | Квалификације                            |
| 6. дан  | Среда, 8. август 2012     | 18:00 | 21:55 | 110 м препоне М           | Полуфинале, Финале                       |
| 6. дан  | Среда, 8. август 2012     | 18:00 | 21:55 | 200 м М                   | Полуфинале                               |
| 6. дан  | Среда, 8. август 2012     | 18:00 | 21:55 | 1.500 м М                 | Проглашење победника                     |
| 6. дан  | Среда, 8. август 2012     | 18:00 | 21:55 | Скок увис М               | Проглашење победника                     |
| 6. дан  | Среда, 8. август 2012     | 18:00 | 21:55 | Бацање диска М            | Проглашење победника                     |
| 6. дан  | Среда, 8. август 2012     | 18:00 | 21:55 | Бацање копље М            | Квалификације                            |
| 6. дан  | Среда, 8. август 2012     | 18:00 | 21:55 | Десетобој                 | скок увис, 400 м                         |
| 6. дан  | Среда, 8. август 2012     | 18:00 | 21:55 | 100 м препоне Ж           | Проглашење победника                     |
| 6. дан  | Среда, 8. август 2012     | 18:00 | 21:55 | 200 м Ж                   | Финале                                   |
| 6. дан  | Среда, 8. август 2012     | 18:00 | 21:55 | 400 м препоне Ж           | Финале, Проглашење победника             |
| 6. дан  | Среда, 8. август 2012     | 18:00 | 21:55 | 1.500 м Ж                 | Полуфинале                               |
| 6. дан  | Среда, 8. август 2012     | 18:00 | 21:55 | Скок удаљ Ж               | Финале                                   |
| 7. дан  | Четвртак, 9. август 2012  | 09:00 | 16:00 | 4 x 400 м штафета Ж       | round 1                                  |
| 7. дан  | Четвртак, 9. август 2012  | 09:00 | 16:00 | Десетобој                 | 110 м препоне, Бацање диска, Скок мотком |
| 7. дан  | Четвртак, 9. август 2012  | 09:00 | 16:00 | Скок удаљ Ж               | Квалификације                            |
| 7. дан  | Четвртак, 9. август 2012  | 18:30 | 22:10 | 110 м препоне             | Проглашење победника                     |
| 7. дан  | Четвртак, 9. август 2012  | 18:30 | 22:10 | 200 м М                   | Финале, Проглашење победника             |
| 7. дан  | Четвртак, 9. август 2012  | 18:30 | 22:10 | 800 м М                   | Финале, Проглашење победника             |
| 7. дан  | Четвртак, 9. август 2012  | 18:30 | 22:10 | Троскок М                 | Финале, Проглашење победника             |
| 7. дан  | Четвртак, 9. август 2012  | 18:30 | 22:10 | Десетобој                 | копље, 1500 м                            |
| 7. дан  | Четвртак, 9. август 2012  | 18:30 | 22:10 | 200 м Ж                   | Проглашење победника                     |
| 7. дан  | Четвртак, 9. август 2012  | 18:30 | 22:10 | 800 м Ж                   | Полуфинале                               |
| 7. дан  | Четвртак, 9. август 2012  | 18:30 | 22:10 | 4 x 100 м штафета Ж       | round 1                                  |
| 7. дан  | Четвртак, 9. август 2012  | 18:30 | 22:10 | Скок удаљ Ж               | Проглашење победника                     |
| 7. дан  | Четвртак, 9. август 2012  | 18:30 | 22:10 | Копље Ж                   | Финале                                   |
| 8. дан  | Петак, 10. август 2012    | 19:00 | 21:40 | 4 x 100 м штафета М       | round 1                                  |
| 8. дан  | Петак, 10. август 2012    | 19:00 | 21:40 | 4 x 400 м штафета М       | Финале                                   |
| 8. дан  | Петак, 10. август 2012    | 19:00 | 21:40 | Скок мотком М             | Финале                                   |
| 8. дан  | Петак, 10. август 2012    | 19:00 | 21:40 | Десетобој                 | Проглашење победника                     |
| 8. дан  | Петак, 10. август 2012    | 19:00 | 21:40 | 1.500 м Ж                 | Финале                                   |
| 8. дан  | Петак, 10. август 2012    | 19:00 | 21:40 | 5.000 м Ж                 | Финале, Проглашење победника             |
| 8. дан  | Петак, 10. август 2012    | 19:00 | 21:40 | 4 x 100 м штафета Ж       | Финале, Проглашење победника             |
| 8. дан  | Петак, 10. август 2012    | 19:00 | 21:40 | 4 х 400 м штафета Ж       | 1 круг                                   |
| 8. дан  | Петак, 10. август 2012    | 19:00 | 21:40 | Кладиво Ж                 | Финале, Проглашење победника             |
| 8. дан  | Петак, 10. август 2012    | 19:00 | 21:40 | Копље Ж                   | Проглашење победника                     |
| 9. дан  | Субота, 11. август 2012   | 09:00 | 13:20 | 50 км ходање М (The Mall) | 50 км ходање М (The Mall)                |
| 9. дан  | Субота, 11. август 2012   | 17:00 | 18:45 | 20 км ходање Ж (The Mall) | 20 км ходање Ж (The Mall)                |
| 9. дан  | Субота, 11. август 2012   | 18:45 | 21:30 | 5.000 м М                 | Финале, Проглашење победника             |
| 9. дан  | Субота, 11. август 2012   | 18:45 | 21:30 | 4 x 100 м штафета М       | Финале, Проглашење победника             |
| 9. дан  | Субота, 11. август 2012   | 18:45 | 21:30 | 4 x 400 м штафета М       | Проглашење победника                     |
| 9. дан  | Субота, 11. август 2012   | 18:45 | 21:30 | Скок мотком М             | Проглашење победника                     |
| 9. дан  | Субота, 11. август 2012   | 18:45 | 21:30 | Бацање копља М            | Финале, Проглашење победника             |
| 9. дан  | Субота, 11. август 2012   | 18:45 | 21:30 | 50 км ходање М            | Проглашење победника                     |
| 9. дан  | Субота, 11. август 2012   | 18:45 | 21:30 | 800 м Ж                   | Финале, Проглашење победника             |
| 9. дан  | Субота, 11. август 2012   | 18:45 | 21:30 | 4 x 400 м штафета Ж       | Финале, Проглашење победника             |
| 9. дан  | Субота, 11. август 2012   | 18:45 | 21:30 | Скок увис Ж               | Финале, Проглашење победника             |
| 9. дан  | Субота, 11. август 2012   | 18:45 | 21:30 | 20 км ходање Ж            | Проглашење победника                     |
| 10. дан | Недеља, 12. август 2012   | 11:00 | 13:40 | Маратом М (The Mall)      | Маратом М (The Mall)                     |

## Резултати такмичења

### Мушкарци
| Дисциплина               |                                                                                         | Резултат           |                                                                                     | Резултат        |                                                                                         | Резултат   |
| 100 м детаљи             | Јусејн Болт · Јамајка                                                                   | 9,63 ОР            | Јохан Блејк · Јамајка                                                               | 9,75            | Џастин Гатлин · Сједињене Америчке Државе                                               | 9,79       |
| 200 м детаљи             | Јусејн Болт · Јамајка                                                                   | 19,32 ЛРС          | Јохан Блејк · Јамајка                                                               | 19,44 ЛРС       | Ворен Вир · Јамајка                                                                     | 19,84 ЛР   |
| 400 м детаљи             | Кирани Џејмс · Гренада                                                                  | 43,94 НР'          | Лугелин Сантос · Доминиканска Република                                             | 44,46           | Лалонд Гордон · Тринидад и Тобаго                                                       | 44,52 ЛР   |
| 800 м детаљи             | Дејвид Рудиша · Кенија                                                                  | 1:40,91 СР, ОР, НР | Најџел Ејмос · Боцвана                                                              | 1:41,73 СРЈ, НР | Тимоти Китум · Кенија                                                                   | 1:42,53 ЛР |
| 1.500 м детаљи           | Тауфик Махлуфи · Алжир                                                                  | 3:34,08            | Леонел Манзано · Сједињене Америчке Државе                                          | 3:34.79 ЛРС     | Абдалати Игидер · Мароко                                                                | 3:35,13    |
| 5.000 м детаљи           | Мохамед Фара · Уједињено Краљевство                                                     | 13:41,66           | Деџен Гебремескел · Етиопија                                                        | 13:41,98        | Томас Пкемеји Лонгосива · Кенија                                                        | 13:42,36   |
| 10.000 м детаљи          | Мохамед Фара · Уједињено Краљевство                                                     | 27:30,42           | Гејлен Руп · Сједињене Америчке Државе                                              | 27:30,90        | Тарику Бекеле · Етиопија                                                                | 27:31,43   |
| маратон детаљи           | Стивен Кипротич · Уганда                                                                | 2:08:01            | Абел Кируи · Кенија                                                                 | 2:08:27         | Вилсон Кипсанг Кипротич · Кенија                                                        | 2:09:37    |
| 110 м препоне детаљи     | Аријес Мерит · Сједињене Америчке Државе                                                | 12,92 ЛР           | Џејсон Ричардсон · Сједињене Америчке Државе                                        | 13,04           | Хансл Парчмент · Јамајка                                                                | 13,12 НР   |
| 400 м препоне детаљи     | Феликс Санчез · Доминиканска Република                                                  | 47,63 ЛРС          | Мајкл Тинсли · Сједињене Америчке Државе                                            | 47,91 ЛР        | Хавијер Кулсон · Порторико                                                              | 48,10      |
| 3.000 м препреке детаљи  | Езекијел Кембои · Кенија                                                                | 8:18,56            | Маједин Мекиси Бенабад · Француска                                                  | 8:19,08         | Абел Кипроп Мутаи · Кенија                                                              | 8:19,73    |
| штафета 4 x 100 м детаљи | Јамајка · Неста Картер · Мајкл Фрејтер · Јохан Блејк · Јусејн Болт · Kemar Bailey-Cole* | 36,84 СР           | Тринидад и Тобаго · Кестон Бледман · Марк Бернс · Емануел Календер · Ричард Томпсон | 38,12 **        | Француска · Жими Вико · Кристоф Леметр · Пјер-Алекси Песоно · Ролан Поњон               | 38,15      |
| штафета 4 x 400 м детаљи | Бахаме · Крис Браун · Деметријус Пајндер · Мајкл Матје · Рамон Милер                    | 2:57,05 НР         | Сједињене Америчке Државе · Брајшон Нелам · Џошуа Менс · Тони Макеј · Анџело Тејлор | 2:57,05 НРС     | Тринидад и Тобаго · Лалонд Гордон · Џарин Соломон · Ади Алејн-Форт · Дион Лендор        | 2:59,40 НР |
| 20 км ходање детаљи      | Чен Динг · Кина                                                                         | 1:18:46 ОР         | Ерик Барондо · Гватемала                                                            | 1:18:57         | Ванг Џен · Кина                                                                         | 1:19:25    |
| 50 км ходање детаљи      | Џаред Талент · Аустралија                                                               | 3:36:53            | Си Тјенфенг · Кина                                                                  | 3:37:16         | Роберт Хефернан · Ирска                                                                 | 3:37:54    |
| Скок удаљ Детаљи         | Грег Радерфорд · Уједињено Краљевство                                                   | 8,31               | Мичел Вот · Аустралија                                                              | 8,16            | Вил Клеј · Сједињене Америчке Државе                                                    | 8,12       |
| Троскок детаљи           | Кристијан Тејлор · Сједињене Америчке Државе                                            | 17,81 ЛРС          | Вил Клеј · Сједињене Америчке Државе                                                | 17,62           | Фабрицио Донато · Италија                                                               | 17,48      |
| Скок увис детаљи         | Иван Ухов · Русија                                                                      | 2,38               | Ерик Кинард · Сједињене Америчке Државе                                             | 2,33            | Роберт Грабарз · Уједињено Краљевство · Мутаз Еса Баршим · Катар · Дерек Друин · Канада | 2,29       |
| Скок мотком детаљи       | Рено Лавилени · Француска                                                               | 5,97 ОР            | Бјерн Ото · Немачка                                                                 | 5,91            | Рафаел Холцдепе · Немачка                                                               | 5,91       |
| Бацање кугле Детаљи      | Томаш Мајевски · Пољска                                                                 | 21,89              | Давид Шторл · Немачка                                                               | 21,86           | Рис Хофа · Сједињене Америчке Државе                                                    | 21,23      |
| Бацање диска Детаљи      | Роберт Хартинг · Немачка                                                                | 68,27              | Ехсан Хадади · Иран                                                                 | 68,18           | Герд Кантер · Естонија                                                                  | 68,03 ЛРС  |
| Бацање кладива детаљи    | Кристијан Парш · Мађарска                                                               | 80,59              | Примож Козмус · Словенија                                                           | 79,36 ЛРС       | Коџи Мурофуши · Јапан                                                                   | 78,71 'ЛРС |
| Бацање копља детаљи      | Кишорн Волкот · Тринидад и Тобаго                                                       | 84,58 НР           | Олександар Пјаницја · Украјина                                                      | 84,51           | Анти Русканен · Финска                                                                  | 84,12      |
| Десетобој детаљи         | Ештон Итон · Сједињене Америчке Државе                                                  | 8.869              | Треј Харди · Сједињене Америчке Државе                                              | 8.671           | Леонел Суарез · Куба                                                                    | 8.523      |

* такмичари штафета обележени звездицом су трчали само у квалификацијама.
**Тајсону Геју одузета је сребрна због коришћења забрањених стероида. Одлуком МОК штафета САД је дисквалификована, а њен резултат избрисан. Одлука је враћен ИААФ да се други резултати прилагоде после одлуке о дисквалификацији штафете САД, промовишући Тринидад и Тобаго до сребра, и Француска до бронзе. Француској штафети су медаље уручене на митингу Дијамантске лиге Арева 2015. у Паризу у јулу 2015. године.

### Жене
| Дисциплина                  | | Резултат     | | Резултат    |                                                                                               | Резултат    |
| 100 м детаљи                | Шели-Ен Фрејзер-Прајс · Јамајка                                                                                                 | 10,75        | Кармелита Џетер · Сједињене Америчке Државе                                                                                    | 10,78 ЛРС   | Вероника Кембел-Браун · Јамајка                                                               | 10.81 ЛРС   |
| 200 м детаљи                | Алисон Филикс · Сједињене Америчке Државе                                                                                       | 21,88        | Шели-Ен Фрејзер-Прајс · Јамајка                                                                                                | 22,09 ЛР    | Кармелита Џетер · Сједињене Америчке Државе                                                   | 22,14       |
| 400 м детаљи                | Сања Ричардс-Рос · Сједињене Америчке Државе                                                                                    | 49,55        | Кристин Охуруогу · Уједињено Краљевство                                                                                        | 49,70 ЛРС   | Диди Тротер · Сједињене Америчке Државе                                                       | 49,72 ЛРС   |
| 800 м детаљи                | Марија Савинова · Русија | 1:56,19      | Кастер Семења · Јужноафричка Република                                                                                         | 1:57,23     | Јекатерина Поистогова · Русија                                                                | 1:57,53     |
| 1.500 м детаљи              | Асли Чакир Алптекин · Турска | 4:10,23      | Гамзе Булут · Турска | 4:10,40     | Марјам Јусуф Џамал · Брунеј                                                                   | 4:10,74     |
| 5.000 м детаљи              | Месерет Дефар · Етиопија | 15:04,25     | Вивијан Черијот · Кенија | 15:04,73    | Тирунеш Дибаба · Етиопија                                                                     | 15:05,15    |
| 10.000 м детаљи             | Тирунеш Дибаба · Етиопија | 30:20,75 ЛРС | Сали Кипјего · Кенија | 30:26,37 ЛР | Вивијан Черијот · Кенија                                                                      | 30:30,44 ЛР |
| Маратон детаљи              | Тики Гелана · Етиопија | 2:23:07 ОР   | Приска Џепто · Кенија | 2:23:12     | Татјана Петрова Ахрипова · Русија                                                             | 2:23:29 ЛР  |
| 100 м препоне детаљи        | Сали Пирсон · Аустралија | 12,35 ОР     | Дон Харпер · Сједињене Америчке Државе                                                                                         | 12,37 ЛР    | Кели Велс · Сједињене Америчке Државе                                                         | 12,48 ЛР    |
| 400 м препоне детаљи        | Наталија Антјух · Русија | 52,70 ЛР     | Лашинда Димас · Сједињене Америчке Државе                                                                                      | 52,77 ЛРС   | Зузана Хејнова · Чешка                                                                        | 53,38 ЛРС   |
| 3.000 м препреке детаљи *** | Хабиба Гриби · Тунис | 9:08,37 НР   | Софија Асефа · Етиопија | 9:09,84     | Милка Чемос Чејва · Кенија                                                                    | 9:09,88     |
| штафета 4 x 100 м детаљи    | Сједињене Америчке Државе · Тијана Медисон · Алисон Филикс · Бјанка Најт · Кармелита Џетер · Џениба Тармо* · Лорин Вилијамс* ·  | 40,82 СР     | Јамајка · Шели-Ен Фрејзер-Прајс · Шерон Симпсон · Вероника Кембел-Браун · Керон Стјуарт · Саманта Хенри-Робинсон*              | 41,41 НР    | Украјина · Олесја Повх · Христина Стуј · Марија Рјемјењ · Јелизавета Бризгина                 | 42,04 НР    |
| штафета 4 x 400 м детаљи    | Сједињене Америчке Државе · Диди Тротер · Алисон Филикс · Франсина Макорори · Сања Ричардс-Рос · Киша Бејкер* · Дајмонд Диксон* | 3:16,87      | Русија · Јулија Гушчина · Антоњина Кривошапка · Татјана Фирова · Наталија Антјух · Наталија Назарова* · Анастасија Капачинска* | 3:20,23     | Јамајка · Кристин Деј · Роузмари Вајт · Шерика Вилијамс · Новлин Вилијамс-Милс · Шерифа Лојд* | 3:20,95     |
| 20 км ходање детаљи         | Јелена Лашманова · Русија | 1:25,02 СР   | Олга Канискина · Русија | 1:25,09     | Ћејанг Шенђе · Кина                                                                           | 1:25,16 АЗР |
| Скок удаљ Детаљи            | Бритни Рис · Сједињене Америчке Државе                                                                                          | 7,12         | Јелена Соколова · Русија | 7,07 ЛР     | Џанеј Делоч · Сједињене Америчке Државе                                                       | 6,89        |
| Троскок детаљи              | Олга Рипакова · Казахстан | 14,98 ЛРС    | Катерине Ибаргуен · Колумбија                                                                                                  | 14,80       | Олга Саладуха · Украјина                                                                      | 14,79       |
| Скок увис детаљи            | Ана Чичерова · Русија | 2,05 ЛРС     | Бриџита Барет · Сједињене Америчке Државе                                                                                      | 2,03 ЛР     | Светлана Школина · Русија                                                                     | 2,03 ЛР     |
| Скок мотком детаљи          | Џенифер Сур · Сједињене Америчке Државе                                                                                         | 4,75         | Јарислеј Силва · Куба | 4,75 НР     | Јелена Исинбајева · Русија                                                                    | 4,70        |
| Бацање кугле Детаљи         | Надежда Остапчук · Белорусија · Валери Адамс · Нови Зеланд                                                                      | 21,36 20,70  | Јевгенија Колодко · Русија · Гунг Лиђао · Кина                                                                                 | 20,48 20,22 | Ли Линг · Кина                                                                                | 19,63       |
| Бацање диска Детаљи         | Сандра Перковић · Хрватска | 69,11 НР     | Дарија Пишчалникова · Русија Ли Јенфенг · Кина                                                                                 | 67,56 67,22 | Јарелис Бариос · Куба                                                                         | 66,38       |
| Бацање кладива детаљи       | Татјана Лисенко · Русија | 78,18 ОР     | Анита Влодарчик · Пољска | 77,60 ЛРС   | Бети Хајдлер · Немачка                                                                        | 77,13       |
| Бацање копља детаљи         | Барбора Шпотакова · Чешка | 69,55        | Кристина Обергфел · Немачка | 65,16       | Линда Штал · Немачка                                                                          | 64,91       |
| Седмобој детаљи             | Џесика Енис · Уједињено Краљевство                                                                                              | 6.955 НР     | Лили Шварцкопф · Немачка | 6.649 ЛР    | Татјана Чернова · Русија                                                                      | 6.628       |

* такмичарке штафете обележене звездицом су трчале само у квалификацијама.
***Суд за спортску арбитражу је 24. марта 2016. због допинга дисквалификовао победницу трке Јулију Зарипову за све резултате постигнуте од 20. јула 2011. до 25. јула 2013. године, што је обухватило и Олимпијске игре 2012.. Одузета златна медаља додељена је Тунишанки Хабиби Грибли. Медаља јој је уручио потпредесдник МОК 4.јуна 2016. на церемонији Радесу, (Тунис).

## Биланс медаља
| Медаље земље домаћина |

|     | Земља                     |    |    |    |    |
| --- | ------------------------- | -- | -- | -- | -- |
| 1.  | Сједињене Америчке Државе | 3  | 9  | 3  | 15 |
| 2.  | Јамајка                   | 3  | 2  | 2  | 7  |
| 3.  | Уједињено Краљевство      | 3  | 0  | 1  | 4  |
| 4.  | Кенија                    | 2  | 1  | 4  | 7  |
| 5.  | Русија                    | 2  | 0  | 0  | 2  |
| 6.  | Немачка                   | 1  | 2  | 1  | 4  |
| 7.  | Доминиканска Република    | 1  | 1  | 0  | 2  |
| 7.  | Француска                 | 1  | 1  | 0  | 2  |
| 9.  | Тринидад и Тобаго         | 1  | 0  | 3  | 4  |
| 10. | Кина                      | 1  | 0  | 2  | 3  |
| 11. | Алжир                     | 1  | 0  | 0  | 1  |
| 11. | Бахаме                    | 1  | 0  | 0  | 1  |
| 11. | Гренада                   | 1  | 0  | 0  | 1  |
| 11. | Мађарска                  | 1  | 0  | 0  | 1  |
| 11. | Пољска                    | 1  | 0  | 0  | 1  |
| 11. | Уганда                    | 1  | 0  | 0  | 1  |
| 17. | Аустралија                | 0  | 2  | 0  | 2  |
| 18. | Етиопија                  | 0  | 1  | 1  | 2  |
| 19. | Боцвана                   | 0  | 1  | 0  | 1  |
| 19. | Гватемала                 | 0  | 1  | 0  | 1  |
| 19. | Иран                      | 0  | 1  | 0  | 1  |
| 19. | Словенија                 | 0  | 1  | 0  | 1  |
| 19. | Украјина                  | 0  | 1  | 0  | 1  |
| 24. | Канада                    | 0  | 0  | 1  | 1  |
| 24. | Куба                      | 0  | 0  | 1  | 1  |
| 24. | Естонија                  | 0  | 0  | 1  | 1  |
| 24. | Финска                    | 0  | 0  | 1  | 1  |
| 24. | Италија                   | 0  | 0  | 1  | 1  |
| 24. | Јапан                     | 0  | 0  | 1  | 1  |
| 24. | Катар                     | 0  | 0  | 1  | 1  |
| 24. | Мароко                    | 0  | 0  | 1  | 1  |
| 24. | Порторико                 | 0  | 0  | 1  | 1  |
|     | Укупно (32)               | 24 | 24 | 26 | 74 |

|     | Земља                     |    |    |    |    |
| --- | ------------------------- | -- | -- | -- | -- |
| 1.  | Русија                    | 6  | 4  | 5  | 15 |
| 2.  | Сједињене Америчке Државе | 6  | 4  | 4  | 14 |
| 3.  | Етиопија                  | 3  | 0  | 2  | 5  |
| 4.  | Јамајка                   | 1  | 2  | 2  | 5  |
| 5.  | Турска                    | 1  | 1  | 0  | 2  |
| 5.  | Уједињено Краљевство      | 1  | 1  | 0  | 2  |
| 7.  | Чешка                     | 1  | 0  | 1  | 2  |
| 8.  | Аустралија                | 1  | 0  | 0  | 1  |
| 8.  | Казахстан                 | 1  | 0  | 0  | 1  |
| 8.  | Нови Зеланд               | 1  | 0  | 0  | 1  |
| 8.  | Хрватска                  | 1  | 0  | 0  | 1  |
| 12. | Кенија                    | 0  | 3  | 1  | 4  |
| 13. | Немачка                   | 0  | 2  | 2  | 4  |
| 14. | Куба                      | 0  | 1  | 1  | 2  |
| 15. | Колумбија                 | 0  | 1  | 0  | 1  |
| 15. | Јужноафричка Република    | 0  | 1  | 0  | 1  |
| 15. | Пољска                    | 0  | 1  | 0  | 1  |
| 15. | Тунис                     | 0  | 1  | 0  | 1  |
| 19. | Кина                      | 0  | 0  | 3  | 3  |
| 20. | Украјина                  | 0  | 0  | 2  | 2  |
| 21. | Брунеј                    | 0  | 0  | 1  | 1  |
|     | Укупно (22)               | 23 | 23 | 23 | 69 |

### Биланс медаља, укупно
|     | Земља                     |    |    |    |     |
| --- | ------------------------- | -- | -- | -- | --- |
| 1.  | Сједињене Америчке Државе | 9  | 13 | 7  | 29  |
| 2.  | Русија                    | 8  | 4  | 5  | 17  |
| 3.  | Јамајка                   | 4  | 4  | 4  | 12  |
| 4.  | Уједињено Краљевство      | 4  | 1  | 1  | 6   |
| 5.  | Етиопија                  | 3  | 1  | 3  | 7   |
| 6.  | Кенија                    | 2  | 4  | 5  | 11  |
| 7.  | Немачка                   | 1  | 4  | 3  | 8   |
| 8.  | Аустралија                | 1  | 2  | 0  | 3   |
| 9.  | Доминиканска Република    | 1  | 1  | 0  | 2   |
| 9.  | Француска                 | 0  | 1  | 0  | 1   |
| 9.  | Пољска                    | 1  | 1  | 0  | 2   |
| 9.  | Турска                    | 1  | 1  | 0  | 2   |
| 13. | Кина                      | 1  | 0  | 5  | 6   |
| 14. | Тринидад и Тобаго         | 1  | 0  | 3  | 4   |
| 15. | Чешка                     | 1  | 0  | 1  | 2   |
| 16. | Алжир                     | 1  | 0  | 0  | 1   |
| 16. | Бахаме                    | 1  | 0  | 0  | 1   |
| 16. | Хрватска                  | 1  | 0  | 0  | 1   |
| 16. | Гренада                   | 1  | 0  | 0  | 1   |
| 16. | Мађарска                  | 1  | 0  | 0  | 1   |
| 16. | Казахстан                 | 1  | 0  | 0  | 1   |
| 16. | Нови Зеланд               | 1  | 0  | 0  | 1   |
| 16. | Уганда                    | 1  | 0  | 0  | 1   |
| 24. | Украјина                  | 0  | 1  | 2  | 3   |
| 24. | Куба                      | 0  | 1  | 2  | 3   |
| 26. | Боцвана                   | 0  | 1  | 0  | 1   |
| 26. | Колумбија                 | 0  | 1  | 0  | 1   |
| 26. | Гватемала                 | 0  | 1  | 0  | 1   |
| 26. | Иран                      | 0  | 1  | 0  | 1   |
| 26. | Јужноафричка Република    | 0  | 1  | 0  | 1   |
| 26. | Словенија                 | 0  | 1  | 0  | 1   |
| 26. | Тунис                     | 0  | 1  | 0  | 1   |
| 33. | Брунеј                    | 0  | 0  | 1  | 1   |
| 33. | Канада                    | 0  | 0  | 1  | 1   |
| 33. | Естонија                  | 0  | 0  | 1  | 1   |
| 33. | Финска                    | 0  | 0  | 1  | 1   |
| 33. | Италија                   | 0  | 0  | 1  | 1   |
| 33. | Јапан                     | 0  | 0  | 1  | 1   |
| 33. | Мароко                    | 0  | 0  | 1  | 1   |
| 33. | Порторико                 | 0  | 0  | 1  | 1   |
| 33. | Катар                     | 0  | 0  | 1  | 1   |
|     | Укупно (47)               | 47 | 47 | 49 | 143 |

## Атлетичари са највише освојених медаља
Јамајканац Јусејн Болт и Американка Алисон Филикс били су најuспешнији такмичари са по три освојене златне медаље.
 Десет атлетичара су успели да задрже своје олимпијске титуле које су освојили 2008. у Пекингу: Јусејн Болт 100 м, 200 м и штафета 4 х 100 м Неста Картер штафета 4 х 100 м, Мајкл Фрејтер штафета 4 х 100 м Томаш Мајевски бацање кугле, Шели Ен Фрејзер-Прајс 100 м Тирунеш Дибаба 10.000 м, Алисон Филикс штафета 4 х 400 м Сања Ричардс-Рос штафета 4 х 400 м Валери Адамс бацање кугле и Барбора Шпотакова бацање копља. Петнаест такмичара је освојило више од једне медаље.спортисти освојили више медаља
| Плас. | Атлетичар/ка                               |   |   |   |   |
| ----- | ------------------------------------------ | - | - | - | - |
| 1     | Јусејн Болт Јамајка                        | 3 | 0 | 0 | 3 |
| 1     | Алисон Филикс Сједињене Америчке Државе    | 3 | 0 | 0 | 3 |
| 3     | Мохамед Фара Уједињено Краљевство          | 2 | 0 | 0 | 2 |
| 3     | Сања Ричардс-Рос Сједињене Америчке Државе | 2 | 0 | 0 | 2 |
| 5     | Јохан Блејк Јамајка                        | 1 | 2 | 0 | 3 |
| 5     | Шели Ен Фрејзер-Прајс Јамајка              | 1 | 2 | 0 | 3 |
| 7     | Кармелита Џетер Сједињене Америчке Државе  | 1 | 1 | 1 | 3 |
| 8     | Наталија Антјух Русија                     | 1 | 1 | 0 | 2 |
| 9     | Тирунеш Дибаба Етиопија                    | 1 | 0 | 1 | 2 |
| 9     | Диди Тротер Сједињене Америчке Државе      | 1 | 0 | 1 | 2 |
| 11    | Џастин Гатлин Сједињене Америчке Државе    | 0 | 1 | 1 | 2 |
| 11    | Вероника Кембел-Браун Јамајка              | 0 | 1 | 1 | 2 |
| 11    | Вивијан Черијот Кенија                     | 0 | 1 | 1 | 2 |
| 11    | Вил Клеј Сједињене Америчке Државе         | 0 | 1 | 1 | 2 |
| 15    | Лалонд Гордон Тринидад и Тобаго            | 0 | 0 | 2 | 2 |

## Рекорди
У току атлетских такмичења на Олимпијским играма постигнуто је више разних рекорда од којих су најзначајнији: 4 светска, 11 олимпијских и 8 континенталних.

### Светски рекорди (4)
| Датум            | Дисциплина           | Нови рекорд                                                                     | Нови рекорд    | Стари рекорд                                                                | Стари рекорд | Стари рекорд       |
| ---------------- | -------------------- | ------------------------------------------------------------------------------- | -------------- | --------------------------------------------------------------------------- | ------------ | ------------------ |
| Датум            | Дисциплина           | Атлетичари                                                                      | Резултат       | Атлетичари                                                                  | Резултат     | Датум              |
| 9. август 2012.  | 800 м, мушкарци      | Дејвид Рудиша · Кенија                                                          | 1:40,91 Финале | Дејвид Рудиша · Кенија                                                      | 1:41,01      | 29. август 2010.   |
| 10. август 2012. | 4 х 100 м, жене      | Тијана Медисон, Алисон Филикс · Бјанка Најт, Кармелита Џетер · Сједињене Државе | 40,82 Финале   | Зилке Гладиш, Сабине Ригер · Ингрид Ауерсвалд, Марлиз Гер · Источна Немачка | 41,37        | 6. октобар 1985.   |
| 11. август 2012. | 20 км ходање за жене | Јелена Лашманова · Русија                                                       | 1:25,02 Финале | Вера Соколова · Русија                                                      | 1:25:08      | 26. фебруар 2011.  |
| 11. август 2012. | 4 х 100 м, мушкарци  | Неста Картер, Мајкл Фрејтер · Јохан Блејк, Јусејн Болт · Јамајка                | 36,84 Финале   | Неста Картер, Мајкл Фрејтер · Јохан Блејк, Јусејн Болт · Јамајка            | 37,04        | 4. септембар 2011. |

### Олимпијски рекорди (11)
| Датум            | Дисциплина               | Нови рекорд                                                                                | Нови рекорд    | Стари рекорд                                                                | Стари рекорд | Стари рекорд        |
| ---------------- | ------------------------ | ------------------------------------------------------------------------------------------ | -------------- | --------------------------------------------------------------------------- | ------------ | ------------------- |
| Датум            | Дисциплина               | Атлетичари                                                                                 | Резултат       | Атлетичари                                                                  | Резултат     | Датум               |
| 4. август 2012.  | 20 км ходање за мушкарце | Чен Динг · Кина                                                                            | 1:18:46        | Роберт Кожењовски · Пољска                                                  | 1:18:59      | 22. септембар 2000. |
| 5. август 2012.  | 100 м за мушкарце        | Јусејн Болт · Јамајка                                                                      | 9,63 Финале    | Јусејн Болт · Јамајка                                                       | 9,69         | 16. август 2008.    |
| 5. август 2012.  | маратон за жене          | Тики Гелана · Етиопија                                                                     | 2:23:07        | Наоко Какахаши · Јапан                                                      | 2:23,14      | 9. септембар 2000.  |
| 7. август 2012.  | 100 м препоне за жене    | Сали Пирсон · Аустралија                                                                   | 12,35 Финале   | Џоана Хејс · Сједињене Америчке Државе                                      | 12,37        | 24. август 2004.    |
| 9. август 2012.  | 800 м, мушкарци          | Дејвид Рудиша · Кенија                                                                     | 1:40,91 Финале | Вебјерн Родал · Норвешка                                                    | 1:42,58      | 13. јул 1996.       |
| 10. август 2012. | бацање кладива за жене   | Татјана Лисенко · Русија                                                                   | 78,18 Финале   | Аксана Мјањкова · Белорусија                                                | 76,34        | 20. август 2008.    |
| 10. август 2012. | 4 х 100 м, жене          | Тијана Медисон · Алисон Феликс · Бјанка Најт · Кармелита Џетер · Сједињене Америчке Државе | 40,82 Финале   | Роми Милер · Бербел Векел · Ингрид Ауерсвалд · Марлиз Гер · Источна Немачка | 41,60        | 1. август 1980.     |
| 10. август 2012. | скок мотком за мушкарце  | Рено Лавилени · Француска                                                                  | 5,97 Финале    | Стивен Хукер · Аустралија                                                   | 5,96         | 22. август 2008.    |
| 11. август 2012. | 20 км ходање за жене     | Јелена Лашманова · Русија                                                                  | 1:25,02        | Олга Канискина · Русија                                                     | 1:26:31      | 21. август 2008.    |
| 11. август 2012. | 50 км ходање за мушкарце | Сергеј Кирдјапкин · Русија                                                                 | 3:35:59        | Алекс Швацер · Италија                                                      | 3:37,09      | 22. август 2008.    |
| 11. август 2012. | 4 х 100 м, мушкарци      | Неста Картер, Мајкл Фрејтер · Јохан Блејк, Јусејн Болт · Јамајка                           | 36,84          | Неста Картер, Мајкл Фрејтер · Јохан Блејк, Јусејн Болт · Јамајка            | 37,10        | 22. август 2008.    |

### Континентални рекорди (8)
| Датум            | Дисциплина               | Нови рекорд                                                                                | Нови рекорд  | Стари рекорд                                                                                        | Стари рекорд | Стари рекорд       | Детаљи |
| ---------------- | ------------------------ | ------------------------------------------------------------------------------------------ | ------------ | --------------------------------------------------------------------------------------------------- | ------------ | ------------------ | ------ |
| Датум            | Дисциплина               | Атлетичари                                                                                 | Резултат     | Атлетичари                                                                                          | Резултат     | Датум              | Детаљи |
| 9. август 2012.  | 800 м, мушкарци          | Дејвид Рудиша · Кенија                                                                     | 1:40,91      | Дејвид Рудиша · Кенија                                                                              | 1:41,01      | 29. август 2010.   | АФР    |
| 9. август 2012.  | 4 х 100 м, жене          | Ана Клаудија Силва · Франсијела Красуки · Evelyn dos Santos · Росанжела Сантос · Бразил    | 42,55        | Lucimar Aparecida de Moura · Katia Regina Santos · Luciana dos Santos · Rosemar Maria Neto · Бразил | 42,97        | 10. јул 2004.      | ЈАР    |
| 9. август 2012.  | 4 х 100 м, жене          | Тијана Медисон · Алисон Филикс · Бјанка Најт · Кармелита Џетер · Сједињене Америчке Државе | 40,82        | Кристи Гејнс Мерион Џоунс Ингер Милер Гејл Диверс                                                   | 41,47        | 9. август 1997.    | САР    |
| 10. август 2012. | 4 х 100 м, мушкарци      | Anthony Alozie · Isaac Ntiamoah · Ендру Макабе · Џошуа Рос · Аустралија                    | = 38,17      | Пол Хендерсон · Тим Џексон · Стив Брајмакомб · Демиен Марш · Аустралија                             | 38,17        | 12. август 1995.   | ОКР    |
| 11. август 2012. | 50 км ходање за мушкарце | Marc Mundell · Јужноафричка Република                                                      | 3:55:32      | Хатем Гула · Тунис                                                                                  | 3:58:44      | 4. март 2007.      | АФР    |
| 11. август 2012. | 20 км ходање за жене     | Ћејанг Шенђе · Кина                                                                        | 1:25:16      | Љу Хунг · Кина                                                                                      | 1:25:46      | 30. март 2012.     | АЗР    |
| 11. август 2012. | 4 х 100 м, мушкарци      | Неста Картер · Мајкл Фрејтер · Јохан Блејк · Јусејн Болт · Јамајка                         | 36,84 Финале | Неста Картер · Мајкл Фрејтер · Јохан Блејк · Јусејн Болт · Јамајка                                  | 37,04        | 4. септембар 2011. | САР    |
| 11. август 2012. | 20 км ходање за жене     | Јелена Лашманова · Русија                                                                  | 1:25,02      | Вера Соколова · Русија                                                                              | 1:25,08      | 26. фебруар 2011.  | ЕР     |